# كوريفة مظلية
كوريفة مظلية أو نخلة وَرَق المَراوِح (الاسم العلمي: Corypha umbraculifera) هو نوع نباتي يتبع جنس الكوريفة من الفصيلة الفوفلية